# Lelis
Lelis ist ein Dorf und Sitz der gleichnamigen Gemeinde im Powiat Ostrołęcki der Woiwodschaft Masowien, Polen.

## Gemeinde
Zur Landgemeinde Lelis gehören 22 Ortsteile mit einem Schulzenamt:
Aleksandrowo
Białobiel
Dąbrówka
Długi Kąt
Durlasy
Gąski
Gibałka
Gnaty
Kurpiewskie
Lelis
Łęg Przedmiejski
Łęg Starościński
Łodziska
Nasiadki
Obierwia
Olszewka
Płoszyce
Siemnocha
Szafarczyska
Szafarnia
Szkwa
Szwendrowy Most
Weitere Ortschaften der Gemeinde sind Dąbrówka (osada leśna), Kurpiewskie (osada leśna), Łodziska (osada leśna) und Płoszyce (osada leśna).

## Persönlichkeiten
- Magdalena Bokun (* 1996), Weitspringerin